# Godegårds socken
Godegårds socken i Östergötland ingick i Finspånga läns härad, ingår sedan 1971 i Motala kommun och motsvarar från 2016 Godegårds distrikt.
Socknens areal är 218,53 kvadratkilometer, varav 209,56 land. År 2000 fanns här 733 invånare. Herrgården och bruket Godegård, tätorten Godegård samt sockenkyrkan Godegårds kyrka ligger i denna socken. 

## Administrativ historik
Godegårds socken har medeltida ursprung. 
Vid kommunreformen 1862 övergick socknens ansvar för de kyrkliga frågorna till Godegårds församling och för de borgerliga frågorna till Godegårds landskommun. Landskommunen utökades 1952 och ingår sedan 1971 i Motala kommun. Områden överförda från Godegårds socken (församling) till Hammars socken (församling) i Örebro län:1954 Zinkgruvan, 1985 Kristineberg.
1 januari 2016 inrättades distriktet Godegård, med samma omfattning som församlingen hade 1999/2000.  
Socknen har tillhört samma fögderier och domsagor som Finspånga läns härad. De indelta soldaterna tillhörde  Första livgrenadjärregementet, Vreta Klosters kompani och Andra livgrenadjärregementet, Bergslags kompani.

## Geografi
Godegårds socken omfattar de högsta delarna av Tylöskogen. Socknen är en sjö- och mossrik skogsbygd, där de högsta höjderna i väster når 261 meter över havet.
Qvarnshammars jernbruks som avvecklades 1984 låg här.
Kärnskogsmossen är ett nybildat naturreservat i socknen.

## Fornlämningar
Kända från socknen är gravar från järnåldern.

## Namnet
Namnet (1295 Guthagarthom) kommer från kyrkbyn. Förleden innehåller ett mansnamn, Godhe eller Gudhi. Efterleden är gård, 'inhägnad plats'. Gode var förr även titeln för en manlig präst inom asatro, och Godegård (Gutha-garthom) skulle således även betyda "prästens gård" eller mao. "prästgård", vilket skulle kunna stämma överens med närheten till Godegårds gamla kyrka och kyrkbyn. Kyrkor byggdes ursprungligen ofta på platser med tidigare hednisk religiös aktivitet.

### Fotnoter
1. 1 2  Svensk Uppslagsbok andra upplagan 1947–1955: Godegård socken
2. 1 2  Harlén, Hans; Harlén Eivy (2003). Sverige från A till Ö: geografisk-historisk uppslagsbok. Stockholm: Kommentus. Libris 9337075. ISBN 91-7345-139-8
3. ↑  Administrativ historik för Godegård socken (Klicka på församlingsposten). Källa: Nationella arkivdatabasen, Riksarkivet.
4. 1 2  Sjögren, Otto (1931). Sverige geografisk beskrivning del 2 Östergötlands, Jönköpings, Kronobergs, Kalmar och Gotlands län. Stockholm: Wahlström & Widstrand. Libris 9939
5. 1 2  Nationalencyklopedin
6. ↑  Fornlämningar, Statens historiska museum: Godegårds socken
7. ↑  Fornminnesregistret, Riksantikvarieämbetet: Godegårds socken Fornminnen i socknen erhålls på kartan genom att skriva in sockennamn (utan "socken") i "Ange geografiskt område"
8. ↑  Mats Wahlberg, red (2003). Svenskt ortnamnslexikon. Uppsala: Institutet för språk och folkminnen. Libris 8998039. ISBN 91-7229-020-X. https://isof.diva-portal.org/smash/get/diva2:1175717/FULLTEXT02.pdf